# Johannes Hopf
Per Johannes Hopf, né le 16 juin 1987 à Räng (Suède), est un footballeur suédois, qui évolue au poste de gardien de but au sein du club turc du MKE Ankaragücü.

## Biographie
Avec l'équipe de Gençlerbirliği, il joue 94 matchs en première division turque. Il se classe huitième du championnat turc lors de la saison 2016-2017, ce qui constitue sa meilleure performance.

## Palmarès
Hammarby IF
- Superattan
  - Vainqueur en 2014.
- Coupe de Suède
  - Finaliste en 2010.